# 手移植
手移植，指将手从一个生命体移植到另一个生命体的手术，如果沒有另外附加說明時，通常指的是人類之間的手移植，而非動物實驗。由於肢體移植需同時處理的器官與組織相當多，包含肌腱、神經、血管等，需考慮的功能也較複雜，因此發展較慢，直到1998年後才開始陸續出現成功案例。21世紀以來由於手術技術、免疫抑制劑與復健的進步，手移植有突破性的進展，至2022年為止文獻上已有96例。
手移植通常包括以下步骤：骨骼固定，腱修复，动脉修复，神经修复，静脉修复。目前，该手术需要8至12个小时。
手移植手术的受体需要服用免疫抑制药，因为人体的免疫系统会对植入的手产生排斥反应。